# Меєріште (комуна)
Меєріште (рум. Măeriște) — комуна у повіті Селаж в Румунії. До складу комуни входять такі села (дані про населення за 2002 рік):
- Джуртелеку-Шимлеулуй (1055 осіб)
- Дох (304 особи)
- Кріштелек (607 осіб)
- Меледія (245 осіб)
- Меєріште (805 осіб) — адміністративний центр комуни
- Уйляку-Шимлеулуй (488 осіб)

Комуна розташована на відстані 410 км на північний захід від Бухареста, 24 км на північний захід від Залеу, 86 км на північний захід від Клуж-Напоки.

## Населення
За даними перепису населення 2002 року у комуні проживали 3504 особи.
Національний склад населення комуни:
| Національність | Кількість осіб | Відсоток |
| -------------- | -------------- | -------- |
| румуни         | 3076           | 87,8%    |
| угорці         | 394            | 11,2%    |
| цигани         | 28             | 0,8%     |
| словаки        | 4              | 0,1%     |
| євреї          | 1              | < 0,1%   |

Рідною мовою назвали:
| Мова      | Кількість осіб | Відсоток |
| --------- | -------------- | -------- |
| румунська | 3088           | 88,1%    |
| угорська  | 394            | 11,2%    |
| циганська | 17             | 0,5%     |
| словацька | 4              | 0,1%     |

Склад населення комуни за віросповіданням:
| Релігія            | Кількість осіб | Відсоток |
| ------------------ | -------------- | -------- |
| православні        | 2941           | 83,9%    |
| реформати          | 384            | 11,0%    |
| адвентисти         | 101            | 2,9%     |
| п'ятдесятники      | 43             | 1,2%     |
| греко-католики     | 13             | 0,4%     |
| баптисти           | 8              | 0,2%     |
| римо-католики      | 7              | 0,2%     |
| юдеї               | 1              | < 0,1%   |
| атеїсти            | 1              | < 0,1%   |
| не вказали релігію | 2              | 0,1%     |